# 拓跋黎
拓跋 黎（たくばつ れい、生年不詳 - 428年）は、北魏の皇族。京兆王。

## 経歴
道武帝と段夫人のあいだの子として生まれた。407年（天賜4年）2月、京兆王に封じられた。428年（始光5年）1月、死去した。
子の拓跋根が後を嗣ぎ、江陽王に改封され、平北将軍の位を加えられた。

## 伝記資料
- 『魏書』巻16 列伝第4
- 『北史』巻16 列伝第4